# Půlnoc

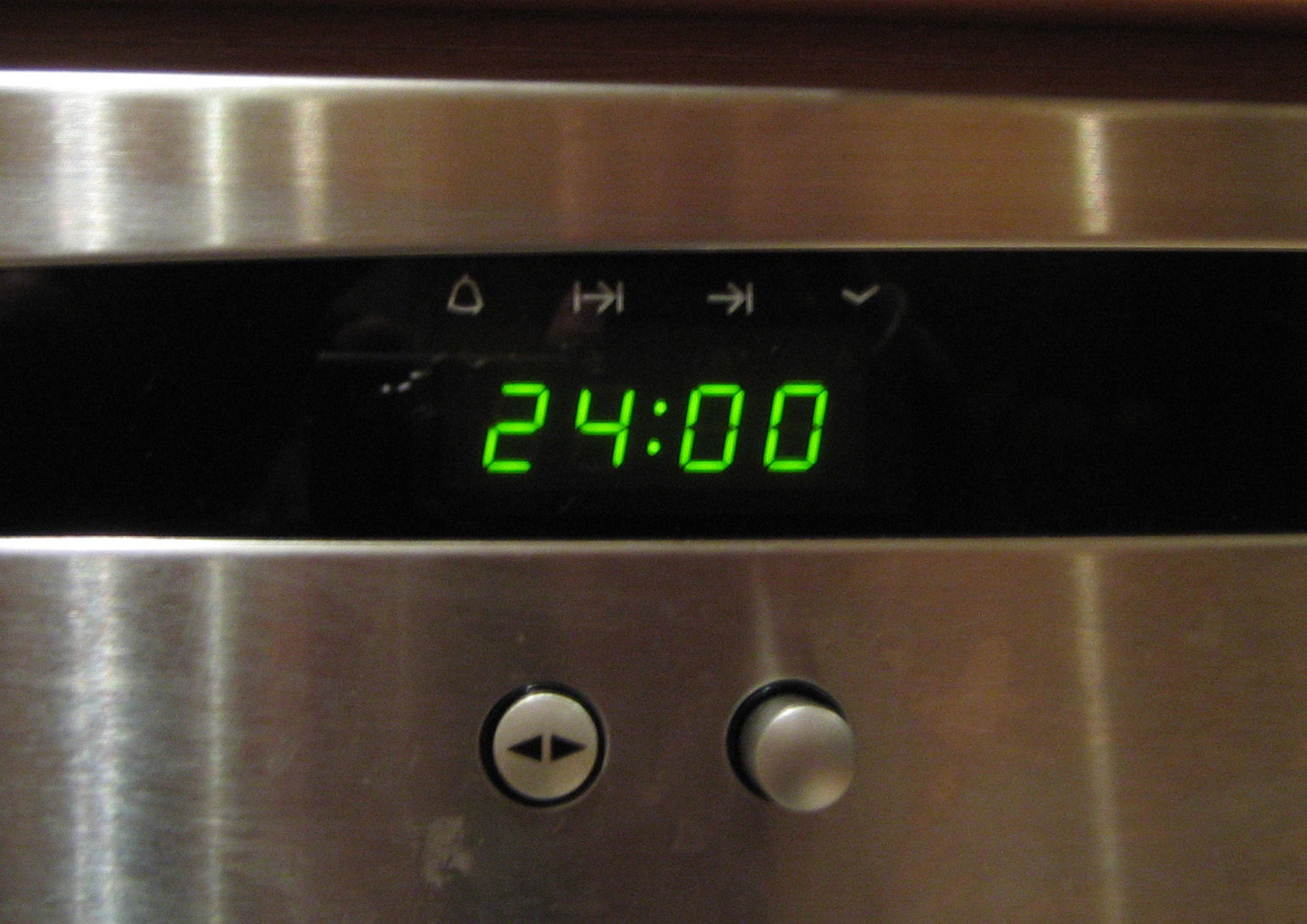
Digitální hodiny ukazují 24:00. Je to jeden ze způsobů, jak vyznačit půlnoc.

Půlnoc neboli polovina noci je okamžik, ve kterém Slunce leží nejdále od zenitu. V pásu mezi polárními kruhy se Slunce v tento okamžik nachází pod horizontem, proto není vidět. Protikladem půlnoci je poledne.
Vzhledem k pohybu Země kolem Slunce není doba mezi jednotlivými půlnocemi konstantní, ale v průběhu roku se mění.[zdroj?] V praxi se používá ještě jeden okamžik, který se nazývá půlnocí. Je to 0.00 místního slunečního času. Protože se místní sluneční čas může od místního času lišit a v průběhu roku se mění i délka slunečního dne, liší se více nebo méně i takto definovaná půlnoc od půlnoci skutečné.
Půlnoc tvoří hranici mezi kalendářními dny. Přesně o půlnoci se mění datum.

## Čas půlnoci
Protože je půlnoc hranicí mezi dny, lze čas půlnoci zapsat dvěma různými způsoby.
- z pohledu „starého dne“ je to čas 24.00.
- z pohledu „nového dne“ je to čas 0.00.

Tento způsob se používá i v dopravě (v České republice), kde v jízdním řádu je příjezd o půlnoci vyznačen časem 24.00 a odjezd o půlnoci je označen časem 0.00. Při zápisu otevírací doby se používá hodnota 24.00, pokud prodejna zavírá o půlnoci a 0.00, pokud otevírá o půlnoci. Zápisem 0.00-24.00 se označuje nepřetržitá otevírací doba.